# Friedrich Fahro
Friedrich Fahro (* 31. Oktober 1857 in Halle (Saale); † August 1930 ebenda; vollständiger Name: Carl Hermann Friedrich Fahro) war ein deutscher Architekt und Kirchenbaumeister.

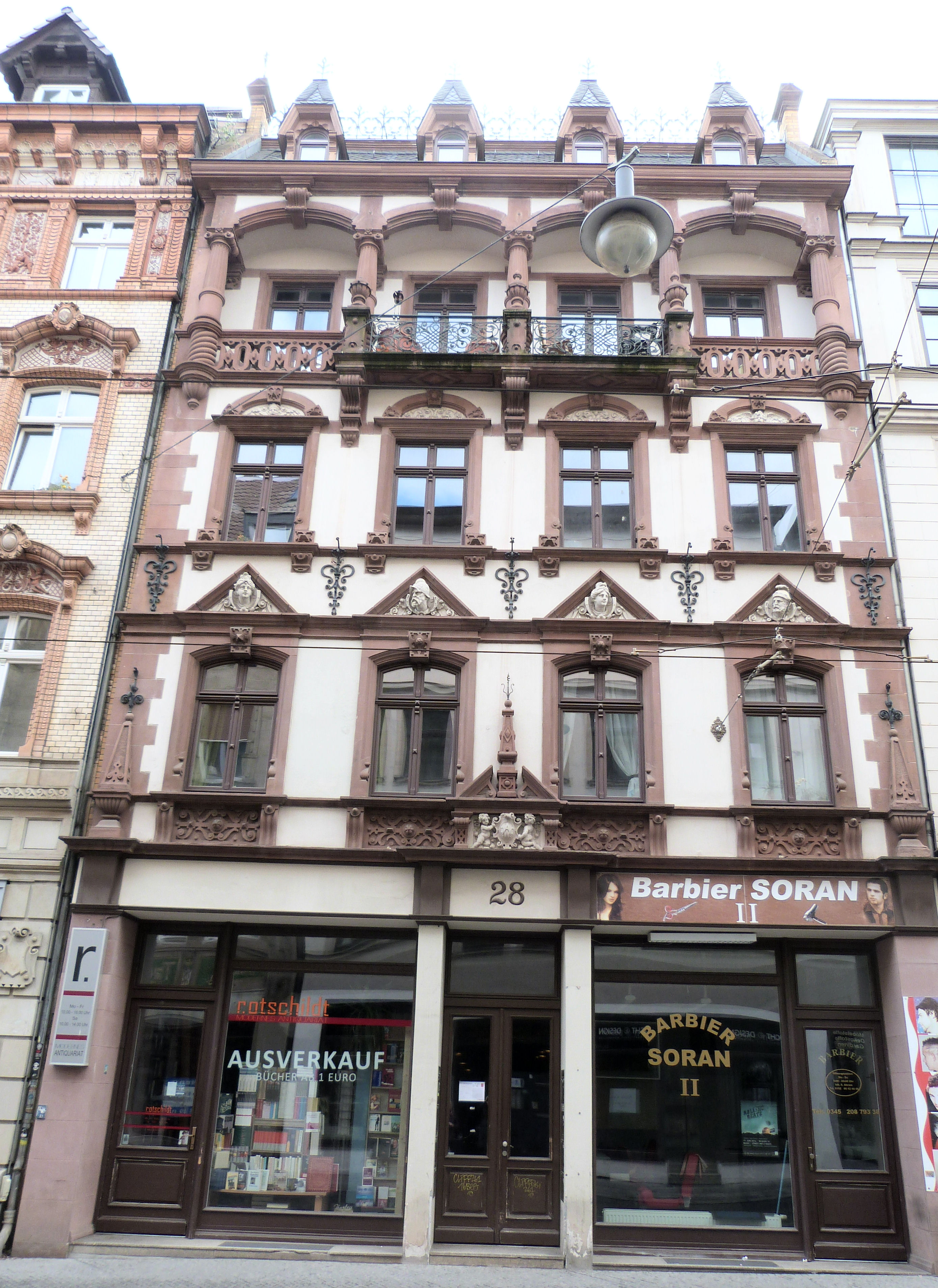
Haus Große Ulrichstraße 28, in dem sich Fahros Architekturbüro befand

## Leben
Fahro wurde vermutlich als das älteste von vier Kindern des Zimmermanns Johann Georg Friedrich Fahro und dessen Ehefrau Friederike Wilhelmine Amalie geborene Müller geboren. Nach einer abgeschlossenen dreijährigen Zimmermannslehre immatrikulierte er sich von 1881 bis 1883 an der Technischen Hochschule Hannover, wo er bei dem angesehenen Kirchenbaumeister Conrad Wilhelm Hase als Hospitant mehrere Kurse belegte.
Nach der Tätigkeit in verschiedenen Architekturbüros wurde Fahro 1886 Partner von Gustav Brumme (1857–1913) in der Fa. Brumme & Fahro, Atelier für Architektur und Kunstgewerbe. Sein „Atelier für Architektur und Bauausführungen“, das er ab 1888 allein betrieb, befand sich seit 1892 in dem 1890/91 erbauten Haus Große Ulrichstraße 28. Für seine vielfältigen Aufgaben beschäftigte er mehrere Mitarbeiter.
Die folgenden Jahre festigte sich sein guter Ruf als Baumeister und Architekt, so dass er sich auch das Vertrauen der Fürsten zu Stolberg-Roßla erwarb, als deren Oberbaumeister er 1904 bezeichnet wurde.
1906 wurde er Mitglied in der Hallenser Johannisloge „Friedrich zur Standhaftigkeit“ und stieg später in die Andreasloge Halle auf.
Sakralbauten, die in ihrer Mehrheit zwischen Neogotik und Neoromantik einzuordnen sind, sind für ihn bis 1907 nachweisbar. Viele Bauten Fahros sind der so genannten Hannoverschen Architekturschule zuzuordnen, deren Begründer sein Lehrer an der Technischen Hochschule Hannover Conrad Wilhelm Hase war.
In den Jahren zwischen 1914 und 1930 war Fahro verstärkt mit der Projektierung und Ausführung von An- und Umbauten für die Knappschaftsheilstätte Sülzhayn beschäftigt.
Fahro verstarb 1930 durch Unglücksfall veranlasst in der Chirurgischen Klinik Halle und wurde auf dem Nordfriedhof beigesetzt.

## Familie
Fahro heiratete am 3. Oktober 1887 Tendora Martha geborene Hieronymus, die 1940 verstarb. Seine Söhne Erich Fritz und Fritz Wolfram wurden 1888 und 1890 geboren. Die Tochter Hildegard Martha erhielt als erstes Kind am 11. November 1893, einen Tag nach der Einweihung, in der Johanneskirche die Taufe. 1896 wurde der dritte Sohn Johannes Fritz geboren. Die Tochter Hildegard verstarb im Jahr 1914; der älteste Sohn Erich im Jahr 1947.

## Auszeichnungen
- Preußischer Kronenorden 4. Klasse
- Herzog-Ernst-Medaille, 1910

## Werk

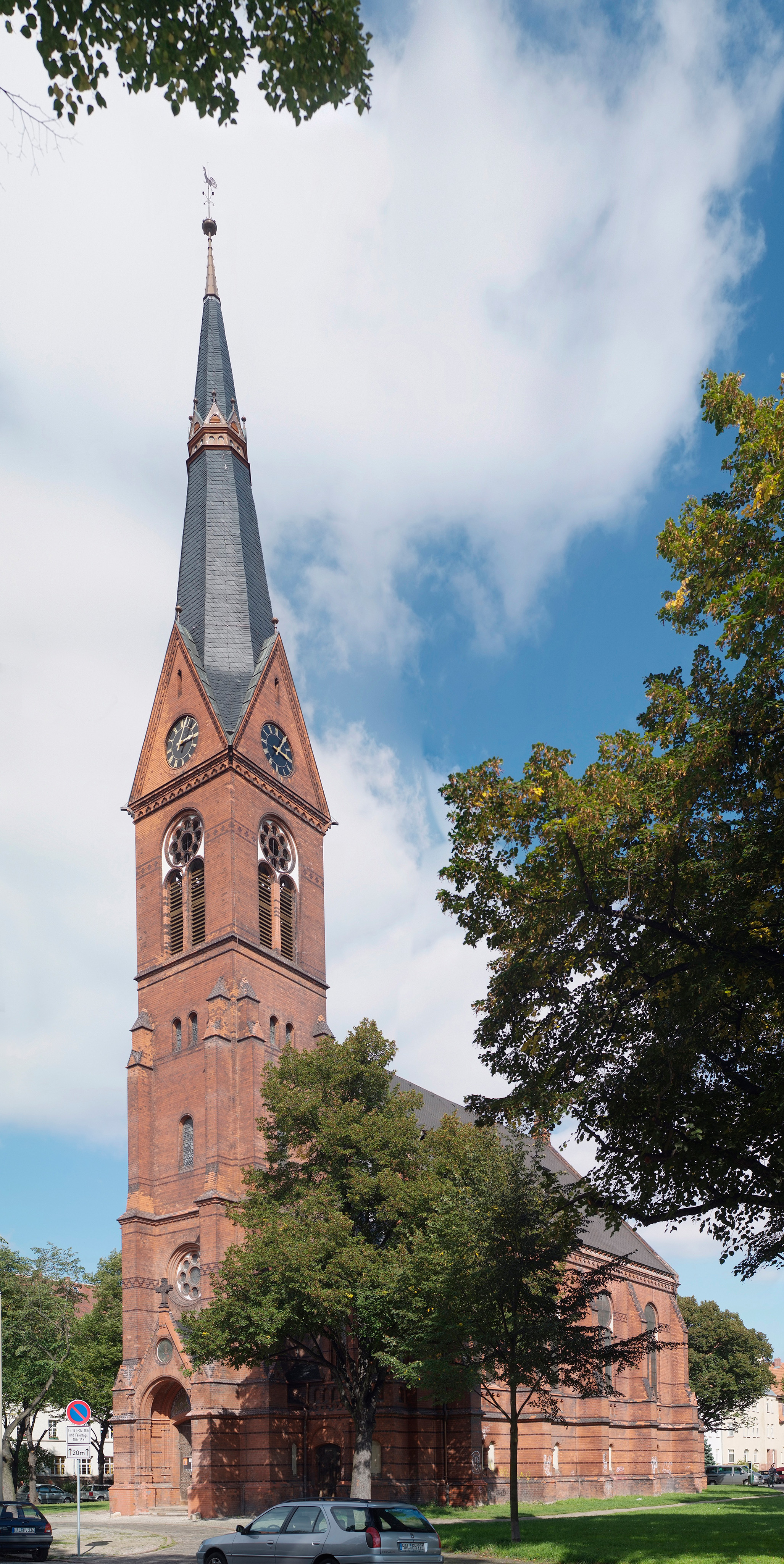
Johanneskirche in Halle (Saale)

Fahro war am Bau von 27 Kirchen und anderer Objekte nachweislich beteiligt. Dazu gehören:
- 1883–1887: Umbau der ehemaligen Universitätsklinik auf dem Domplatz in Halle (Saale) zum Zoologischen Institut (mit Otto Kilburger und E. Streichert)[3]
- 1889: Kinderbewahranstalt in Halle (Saale)[3]
- 1892–1893: Johanneskirche in Halle (Saale)
- 1892–1894: Lutherkirche in Bad Kösen
  - Bauplan 1897–1898 noch einmal für die Bonifatiuskirche in Altenbeichlingen realisiert[5]
- 1893: Anstaltskirche der Diakonie in Halle (Saale) – Fahro folgte mit seiner Raumanlage dem Wiesbadener Programm für die Gestaltung evangelischer Predigtkirchen[6]. Der Kirche wird eine besondere architektonische Bedeutung beigemessen, da sie als eines der frühesten Beispiele für diesen Raumtyp gilt, der den Kirchenbau des 19. und 20. Jahrhunderts maßgeblich beeinflusste.[6][7]
- 1895–1896: Villa Schroedel in Halle (Saale), Wohn- und Geschäftshaus für den Verlagsbuchhändler Hermann Louis Schroedel
- 1896–1897: Kreishaus in Sangerhausen[3]
- 1900–1901: Rathaus Heldrungen[3]
- 1900–1902: Landwirtschaftskammer der Provinz Sachsen in Halle (Saale)[3][6][8]
- 1903–1904: Bücherei der Leopoldinisch-Karolinischen Akademie der Naturforscher in Halle (Saale)[6]
- 1906–1908: Krankenhaus in Kölleda[3]
- 1907: Sülzhayn, Kapelle der Heilstätte der Norddeutschen Knappschafts-Pensionskasse[3]
- 1910: Gemeindehaus der evangelisch-reformierten Domgemeinde in Halle (Saale)[3]